# Walk On By
Walk On By est une chanson de 1964 composée par Burt Bacharach et écrite par Hal David à l'intention de la chanteuse américaine Dionne Warwick. Le titre sort en 45 tours aux États-Unis en avril 1964 où il se classe à la 6e place du Billboard Hot 100.

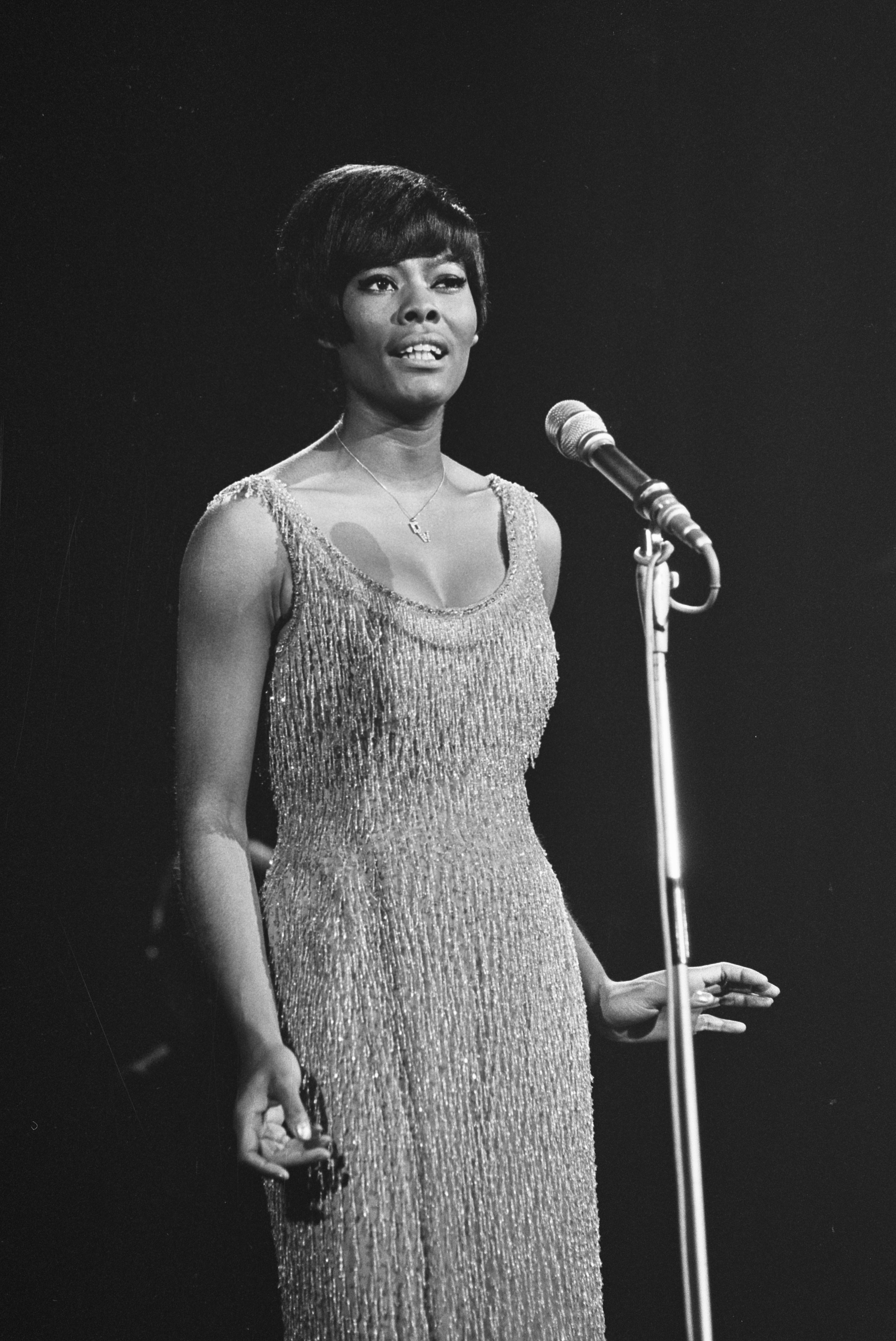
Dionne Warwick, 1966.

Isaac Hayes est l'un des nombreux artistes à avoir repris Walk On By. Sur son album Hot Buttered Soul, il interprète une version soul longue de 12 minutes. Cette reprise est son premier single à sortir aux États-Unis où il atteint la 33e place du hit-parade. Hormis Issac Hayes, The Stranglers, Cyndi Lauper, Gabrielle et Seal ont réalisé une reprise de Walk On By sortie en single.
La version de Dionne Warwick de Walk On By est inscrite au Grammy Hall of Fame depuis 1994. Elle est régulièrement citée comme l'une des chansons les plus importantes du XXe siècle.

## Genèse de la chanson
Au début de sa carrière, alors qu'elle qu'elle n'est encore qu'une simple choriste, Dionne Warwick réalise des démos pour les auteurs-compositeurs du Brill Building, Burt Bacharach et Hal David. L'enregistrement de Walk On By est d'abord relégué sur la face B de Any Old Time of the Day, jusqu'à ce que le DJ new-yorkais Murray the K (en) organise un vote auprès de ses auditeurs pour départager les deux faces du single.

## Réception critique
En 2021, Walk On By est classée en 51e position dans la liste des « 500 plus grandes chansons de tous les temps » du magazine américain Rolling Stone.

## Reprises
Dès 1964, Walk On By figure sur l'album de Aretha Franklin Runnin' Out of Fools et sur She Cried du groupe The Lettermen. Durant les années 1960, d'autres reprises sont interprétées notamment par Stan Getz, The Four Seasons et Smokey Robinson and the Miracles. Walk On By est également inclus dans plusieurs albums de jazz comme Giblet Gravy de George Benson et Talk That Talk du groupe The Crusaders.
Mais, la plus célèbre reprise est celle de Isaac Hayes sur son album Hot Buttered Soul sorti en 1969. Il réalise une version longue de près de 12 minutes de Walk On By. La chanson est ici réarrangée dans des sonorités funk et Isaac Hayes complète les paroles de Hal David avec ses états d'âmes : « ce que j’avais à dire ne pouvait pas être dit en 2 minutes 30 ». Walk On By est la première reprise qu'il effectue d'une chanson de Burt Bacharach et il avait peur de la réaction de celui-ci : « quand j'ai enregistré Walk On By, j'avais naturellement peur de la réaction de Bacharach. Quand je l'ai enfin rencontré, il m'a dit qu'il adorait ma version. Ça m'a conforté dans mes choix futurs. »
Une version de 4 minutes est réalisée pour la diffusion radio de Walk On By. Un 45 tours est également commercialisé à partir de cette version. La version de Isaac Hayes atteint la 30e place du classement Pop Singles aux États-Unis .
En 1968, les Beach Boys reprennent Walk On By pour en faire une courte version de moins d'une minute. La chanson paraît en bonus sur l'album Friends.
Durant les années 1970, Gloria Gaynor reprend à son tour Walk On By sur son album Experience Gloria Gaynor. Durant cette décennie, Dionne Warwick et Isaac Hayes l'interprètent ensemble à l'occasion d'un medley I Just Don't Know What to Do with Myself/Walk On By figurant sur leur album commun A Man and A Woman.
En 1971, le groupe Kool and the Gang reprend ce titre en concert, il paraît sur l'album Live at the Sex Machine (en).
En 1972, le groupe hollandais Gargo reprend ce titre sur l'album Cargo.
En 1978, le groupe de punk britannique The Stranglers reprend ce titre. Bien que ne figurant pas sur l'album Black and White (sauf sur un disque bonus d'une édition limitée), leur reprise sort en 45 tours et se classe 21e au Royaume-Uni.
En 1981, la chanteuse italienne Mina enregistre une reprise de 8 minutes pour son album Salomè (en).
En 1982, le groupe de funk D Train reprend le titre sur l'album You're the One for Me (en).
En 2009, la chanteuse de jazz Diana Krall reprend ce titre sur l'album Quiet Nights (en).
En 2012, la chanteuse soul Robin McKelle reprend ce titre sur l'album Soul Flower.
En 2023, la chanteuse et rappeuse Doja Cat utilise un sample de la chanson dans son single Paint the Town Red (en).